# 도코로고촌
도코로고촌(所子村)은 돗토리현 사이하쿠군에 있던 촌이다. 현재의 다이센정의 일부에 해당한다.

## 역사
- 1889년 10월 1일 - 정촌제 시행에 의해 아세리군 도코로고촌이 성립하였다.
- 1896년 4월 1일 - 군의 통합에 의해 사이하쿠군에 소속되었다.
- 1955년 9월 1일 - 고레이촌의 일부와 합병해 다이세이정이 신설하여 폐지되었다.

## 교통

### 철도
- 일본국유철도
  - 산인본선

## 참고문헌
- 角川日本地名大辞典 31 鳥取県
- 『市町村名変遷辞典』東京堂出版、1990年。